# Muhammed edh-Dhib
Muhammed edh-Dhib, eller Muhammed Ulven, (født 1931) som han blev kaldt, opdagede Dødehavsrullerne i 1947. Han var på det tidspunkt hyrdedreng og medlem af beduinstammen Ta'amireh. Der går flere forskellige historier om fundet, men han fortalte selv, at han skulle lede efter en ged, der var blevet borte imellem klipperne ved Qumran. Han kom til en grotte og prøvede at kaste en sten derind. Stenen ramte en krukke, som gik i stykker, og på den måde fandt han rullerne eller skrifterne, som de jo rettelig er.